# J2 Global
J2 Global, Inc. es una empresa tecnológica estadounidense que cotiza en bolsa con sede en Los Ángeles, California. La compañía proporciona servicios de Internet a través de dos divisiones: servicios de nube de negocios y medios digitales.

## Historia
J2 Global fue fundada en diciembre de 1995 como JFAX.COM por Jaye Muller y Jack Rieley. La compañía cambió su nombre registrado a J2 Global Communications, Inc. en agosto de 2000, y de nuevo a J2 Global el 7 de diciembre de 2011, eliminando "Communications" de su nombre oficial para reflejar "...la expansión de los servicios centrados en el número de teléfono... a líneas complementarias de servicios no centrados en el número de teléfono."
El 12 de noviembre de 2012, J2 Global lanzó su división de medios digitales con la adquisición de la editorial digital Ziff Davis. Inc. por 167 millones de dólares en efectivo. El 4 de febrero de 2013, J2 Global anunció que había más que duplicado el tamaño de su división de medios digitales con la adquisición de IGN Entretenimiento de News Corp. Los términos de la adquisición de IGN no fueron publicados.
El 18 de marzo de 2013, la compañía anunció que había adquirido MetroFax, un Bellevue, Washington proveedor de servicios de fax por Internet El 17 de abril de 2013, la compañía adquirió Backup Connect BV, un proveedor holandés de servicios de copias de seguridad en línea. El 19 de noviembre de 2013, su división de medios de comunicación Ziff Davis anunció que adquirió el sitio web de agregación electrónica TechBargain.com.
En febrero de 2014, J2 Global anunció la adquisición de varias empresas: City Numbers, un proveedor mundial con sede en el Reino Unido de números de teléfono gratuitos de entrada en más de 80 países; LiveDrive, un proveedor de copias de seguridad en línea con sede en el Reino Unido; y las empresas australianas OzeFax y Faxmate. El 3 de abril 2014 J2 Global anunció que adquirió Business Critical Software (también conocido como iCritical), una compañía de gestión y seguridad de correo electrónico con sede en el Reino Unido. En julio de 2019, J2 Global adquirió la marca SaferVPN, elevando a cinco el número total de servicios VPN para consumidores.
A partir de 2014, J2 Global tiene una red que cubre 49 países en seis continentes. Al 31 de diciembre de 2013, J2 Global reportó 18 años fiscales consecutivos de crecimiento de ingresos.

## Marcas y subsidiarias
La compañía opera dos divisiones; la división "Business Cloud Services" incluye firmas como eFax, Onebox, eVoice, VIPRE, FuseMail, Campaigner, KeepITsafe, VaultLogix, Callstream, Yotta280, Mailout Interactive, GDV, BackUp Solutions, SugarSync, Nuvotera, UnityFax, Firstway Digital, Excel Micro, Web24 Group, MXSweep, City Numbers, IPVanish, LiveDrive, MetroFax, FoneBox, TrustFax, RapidFax, Send2Fax, SFax, SRFax, y Fax. com. La división de medios digitales de la compañía, Ziff Davis, incluye marcas como PC Magazine, IGN.com, y Everyday Health.

### MyFax
"MyFax" es una herramienta de comunicación comercial en Internet que había sido proporcionada por la empresa de software con sede en Ottawa Protus. IP Solutions. La compañía fue adquirida por J2 Global en diciembre de 2010.

#### Historia
MyFax fue lanzado por Protus IP Solutions en 2009 como una alternativa a las máquinas de fax, ya que permite a los usuarios enviar y recibir faxes desde cualquier lugar. MyFax ha crecido a más de 400.000 suscriptores, con aproximadamente 20.000 nuevos clientes suscritos al servicio cada mes.
El 6 de diciembre de 2010, MyFax anunció que había sido adquirido por J2 Global Communications, Inc, propietarios de eFax.

#### Características
Algunas de las características de MyFax incluyen la posibilidad de enviar y recibir faxes por correo electrónico y a través de Internet, así como enviar faxes directamente desde Microsoft Office, Microsoft Outlook, y aplicaciones basadas en Microsoft Windows, incluyendo Google Docs, [[OpenOffice]. org]], y Intuit QuickBooks. Recientemente, se ha lanzado un programa que permite que las aplicaciones de iPhone y BlackBerry sean totalmente compatibles con los teléfonos inteligentes.
MyFax es ahora propiedad de J2 Global, que ha impuesto términos y condiciones muy restrictivos que restringen el derecho del cliente a portabilidad del número local. Entre las restricciones se encuentra un cargo de 40 dólares estadounidenses por número si j2 permite que el número sea transferido; la empresa impone muchas restricciones arbitrarias a la portabilidad y ha intentado reclamar los números como de su propiedad, en algunos casos imponiendo penalizaciones infladas y recuperando unilateralmente los números después de que los clientes los hayan transferido a otro proveedor.

#### Reseñas
Antes de su adquisición por J2 Global, MyFax había recibido algunas críticas favorables including an Internet Telephony magazine product of the year for 2009.
Si bien se desconoce el impacto de la adquisición de J2 Global, otras empresas adquiridas por j2 han sido objeto de frecuentes quejas de los consumidores en relación con las tácticas de venta, inflo los honorarios para cancelar el servicio y portabilidad de número gratuito cuestiones.

## Premios
En septiembre de 2012, j2 Global fue reconocido en la InformationWeek'. 500 lista de empresas de tecnología.
En 2013, J2 Global fue clasificada en el número 40 en la lista de las "Mejores Empresas Pequeñas de América".

## Litigio
J2 Global ha presentado casos de litigio de patentes contra varias empresas, entre ellas CallWave, Comodo, EasyLink Services International Corporation, Open Text, Packetel, Protus, Venali y Vitelity. Algunas de las compañías presentaron contrademandas, algunas de las cuales alegaron violaciones antimonopolio de la Sección 2 de la Ley Sherman y el Código de Negocios y Profesiones de California §§ 16720 y 17200.